# Международный кинофестиваль в Салониках
Международный кинофестиваль в Салониках (греч. Διεθνές Φεστιβάλ Κινηματογράφου Θεσσαλονίκης) — ежегодный кинофестиваль в Салониках, Греция. Президент кинофестиваля — греческий актёр Жорж Коррафас.

## История
Первый кинофестиваль прошёл в 1960 году как «Неделя греческого кино». С тех пор он стал одним из главных мероприятий на Балканах, которое даёт возможность продемонстрировать свой талант молодым кинорежиссёрам со всего мира. Компетентное жюри ежегодно награждает нескольких конкурсантов наградами, главная из которых — «Золотой Александр» за лучший полнометражный фильм (с 1992 года). Фестиваль проходит в средине ноября на протяжении десяти дней, за это время показы фильмов, которые проходят в более 150 кинотеатрах, посещают около 70 000 зрителей, а также сотни греческих и зарубежных участников.
Фестиваль стал международным в 1992 году, когда его руководителем был Мишель Демопулос. Финансовую поддержку фестивалю оказывает греческое министерство культуры, а также муниципалитет Салоников и другие местные учреждения при единодушной поддержке населения города. О международном признании фестиваля свидетельствует участие в жюри таких знаменитостей, как Фрэнсис Форд Коппола, Фэй Данауэй, Катрин Денёв и многих других.
С 1993 года в рамках кинофестиваля проходят ретроспективы работ известных режиссёров, в частности: Педро Альмодовара (1999), Теодороса Ангелопулоса (2000), Марко Беллоккьо (2002), Бернардо Бертолуччи (1996), Михалиса Какоянниса (1995), Джона Кассаветиса (1992), Клода Шаброля (1997), Патриса Шеро (2005), Дэвида Кроненберга, Густаво Сантаолальи (2008), Оливера Стоуна (2008), Эмира Кустурицы (2008), Жюля Дассена (1993), братьев Дарденн (2008), Атома Эгояня, Виктора Эрисе (2004), Питера Гринуэя (1998), Отара Иоселиани (2003), Такиса Конеллопулоса, Вонга Карвая (2003), Кшиштофа Кесьлёвского (1995), Аббаса Киаростами (2004), Никоса Кундуроса (1998), Кена Лоуча (1998), Акиры Куросавы (1998), Жуана Сезара Монтейру (2003), Нанни Моретти, Мануэла де Оливейра (1997), Нагиса Осимы (1994), Лучиана Пинтилие, Боба Рафельсона (2002), Артуро Рипштейна (1997), Ежи Сколимовского (2000), Витторио Стораро (2005), Вима Вендерса (2006).

## Список обладателей «Золотого Александра»
| Год  | Фильм                | Режиссёр                  | Страна                        |
| ---- | -------------------- | ------------------------- | ----------------------------- |
| 1992 | Орландо              | Салли Поттер              | Великобритания                |
| 1992 | Ночной танец         | Алеко Цабадзе             | Грузия                        |
| 1993 | From the Snow        | Сотирис Горицас           | Греция                        |
| 1994 | The Days             | Ван Сяошуай               | Китай                         |
| 1995 | Почтальон            | Хэ Цзяньцзюнь             | Китай                         |
| 1996 | Братья в беде        | Удаян Прасад              | Великобритания                |
| 1997 | Road to Nhill        | Сью Брукс                 | Австралия                     |
| 1998 | Fishes in August     | Йотисиро Такахаси         | Япония                        |
| 1999 | Душ                  | Джанг Янг                 | Китай                         |
| 2000 | Последнее пристанище | Павел Павликовский        | Великобритания                |
| 2001 | Tirana, année zéro   | Фатмир Кочи               | Албания                       |
| 2002 | Дочь воды            | Хиденори Сугимори         | Япония                        |
| 2002 | Благословенно Ваш    | Апичатпонг Вирасетакул    | Таиланд                       |
| 2003 | Последний поезд      | Алексей Герман            | Россия                        |
| 2004 | Горькая мечта        | Mohsen Amiryousefi        | Иран                          |
| 2005 | Een ander zijn geluk | Fien Troch                | Бельгия                       |
| 2006 | Семейные узы         | Kim Tae-yong              | Республика Корея              |
| 2007 | The Red Awn          | Цай Шанцзюнь              | Китай                         |
| 2008 | Over There           | Абдолреза Кахани          | Иран                          |
| 2009 | Аджами               | Скандер Копти и Ярон Шани | Израиль — Германия            |
| 2010 | На краю              | Богдан Георги Апетри      | Румыния — Австрия             |
| 2011 | Портрет в сумерках   | Ангелина Никонова         | Россия                        |
| 2012 | Заложники            | Тобиас Линдхольм          | Дания                         |
| 2013 | Золотая клетка       | Диего Кемада-Диес         | Гватемала — Мексика — Испания |
| 2014 | La Tirisia           | Хорхе Перез Солано        | Мексика                       |
| 2015 | Бараны               | Гримур Хаконарсон         | Исландия                      |